# ويليام لي ديفيدسون
ويليام لي ديفيدسون (بالإنجليزية: William Lee Davidson)‏ هو جندي أمريكي، ولد في 1746 في مقاطعة لانكستر في الولايات المتحدة، وتوفي في 1781.